# Lea-Jasmin Riecke
Lea-Jasmin Riecke (* 25. April 2000) ist eine deutsche Weitspringerin.

## Werdegang
Lea-Jasmin Riecke erreichte 2015 die Silbermedaille bei den Deutschen Jugendmehrkampfmeisterschaften in Lage. Sie gewann 2016 bei den Deutschen Jugendhallenmeisterschaften in Dortmund Gold in der 4-mal-200-Meter-Staffel und nahm an den Jugendeuropameisterschaften 2016 in Tiflis (Georgien) teil, konnte dort jedoch nicht das Finale erreichen.
2017 wurde sie mit 6,19 m deutsche U18-Meisterin im Weitsprung bei den Deutsche Jugendmeisterschaften in Ulm. Zudem erzielte sie den U18-Verbandsrekord des Leichtathletik-Verbandes Sachsen-Anhalt, der jedoch bereits 2018 von Lucie Kienast überboten wurde.
Bei den U20-Weltmeisterschaften 2018 in Tampere (Finnland) gewann sie überraschend die Goldmedaille im Weitsprung. In der Qualifikation am Tag zuvor qualifizierte sie sich mit 6,01 m als letzte für das Finale, in dem sie im zweiten Versuch ihre neue persönliche Bestleistung von 6,51 m aufstellte. Die Deutschen Jugendmeisterschaften 2018 in Rostock schloss sie mit Goldmedaillen im Weitsprung mit 6,34 m und in der 4-mal-100-Meter-Staffel ab. Von der Stiftung Deutsche Sporthilfe wurde sie zur Juniorsportlerin des Jahres 2018 gewählt.
Bei den Deutschen Jugendmeisterschaften 2019 in Ulm gewann sie mit 6,43 m die Goldmedaille, bei den Deutschen Meisterschaften in Berlin die Bronzemedaille. Die Qualifikation für die U20-Europameisterschaften 2019 hatte sie früher im Jahr verpasst.
Am 9. August 2020 ging Lea-Jasmin Riecke bei den  Deutschen Meisterschaften in Braunschweig an den Start und belegte mit einer Weite von 6,30 m den vierten Platz. Am 8. September 2020 nahm sie zudem am Internationalen Leichtathletik-Meeting „Anhalt 2020“, welches Teil der World Athletics Continental Tour 2020 war, teil und erreichte mit einer Weite von 5,89 Metern den achten Platz.
In der Hallensaison 2021 nahm sie sowohl in Düsseldorf als auch in Berlin am ISTAF Indoor teil, welches seit dieser Hallensaison als Silberevent zur World Athletics Indoor Tour gehört. In Düsseldorf belegte sie mit 6,09 m den achten Platz und in Berlin mit 6,03 den neunten Platz.

## Persönliche Bestleistungen
- Weitsprung: 6,60 m (−0,4 m/s), 27. Mai 2023 in Weinheim
- 100 m: 11,84 s (+0,1 m/s), 11. Juni 2022 in Haldensleben
- 200 m: 24,26 s (+0,3 m/s), 28. August 2020 in Berlin